# Ramon Fontserè
Ramon Fontserè (Torelló, Osona, 26 d'agost de 1956) és un actor de cinema, teatre i televisió català. És membre (des de 1983) i director de la Companyia Els Joglars (des de desembre de 2012), en la qual rellevà Albert Boadella com a director. És llicenciat en art dramàtic per l'Institut del Teatre. Va ser membre de la companyia de Teatre La Gàbia de Vic com a actor i ajudant de direcció. Des de 1983 forma part de Els Joglars amb els que ha realitzat nombroses funcions d'espectacles d'Albert Boadella a teatres d'Europa, Amèrica Llatina i els Estats Units.
Va aconseguir un gran reconeixement pel seu paper protagonista de "Don Josep", a l'obra El Nacional (1993), amb la que Els Joglars van obtenir el Premi Nacional de Teatre l'any 1994, dotat amb 2.500.000 pessetes, al qual van renunciar per considerar que aquest reconeixement era excessivament tardà. També ha protagonitzat papers televisius i cinematogràfics juntament amb la Companyia. Ha escrit també un assaig en forma de diari, Tres peus al gat: Diari d'un autor (Ed. 62 2001), on comenta les vicissituds de l'ofici d'un actor. També ha explorat el camp de la novel·la, amb Visca la Terra! (Columna, 2009), una divertida sàtira costumista sobre un món abocat a una convulsa transformació.
Al llarg de la seva llarga trajectòria, ha rebut importants premis teatrals, entre els quals destaquen el Premi de la Crítica Teatral de Barcelona, obtingut per la seva representació de "Excels" a l'obra Úbu President, el Premi Max, per La increible historia del Doctor Floit y Mister Pla i el Premio Nacional de Teatro, l'any 2000 pel seu paper protagonista a Daaalí.

## Filmografia
- Buenaventura Durruti, anarquista. Escrita i dirigida per Jean-Louis Comolli i interpertada per Els Joglars. Hi interpreta el personatge de Francisco Ascaso. (1999)
- Soldados de Salamina (2003). Escrita i dirigida per David Trueba basada en la novel·la de Javier Cercas. Interpreta el personatge de Rafael Sánchez Mazas. Pel·lícula candidata al premi Oscar 2003 en la categoria de millor pel·lícula en llengua no anglesa.
- ¡Buen viaje, excelencia! (2003). Escrita i dirigida per Albert Boadella. Produïda per Andrés Vicente Gómez. Interpreta el personatge de Francisco Franco, protagonista.
- El 7º día (2003). Dirigida per Carlos Saura amb guió de Ray Loriga. Interpreta el personatge d'un dels germans Izquierdo.
- Hay motivo (2004). Pel·lícula col·lectiva. Protagonitza l'episodi “La mosca cojonera” dirigit per Antonio Betancour.
- La Torre de Babel (2006). Escrita i dirigida per Giovanna Ribes. Interpreta el personatge de Don Luis.
- Hécuba. Un sueño de pasión (2006). Documental de José Luis López-Linares i Arantxa Aguirre sobre l'ofici dels actors a Espanya.
- Tres dies amb la família (2008). Escrita i dirigida per Mar Coll. Interpreta el personatge de Pere.
- Todas las canciones hablan de mí (2010). Dirigida per Jonás Trueba. Guió de Jonás Trueba i Daniel Gascón. Hi interpreta el personatge de Luismi.
- Madrid 1987 (2011). Dirigida per David Trueba. Col·laboració.
- Insensibles (2012). Dirigida per Juan Carlos Medina.
- Vivir es fácil con los ojos cerrados (2013). Dirigida per David Trueba. Premi Goya a la millor pel·lícula 2014.
- Secuestro (2016). Dirigida per Mar Artagona.
- 7 raons per fugir (de la societat) (2019). Dirigida per Esteve Soler, Gerard Quinto i David Torras

## Teatre
Ha participat com a actor en les següents obres d'Els Joglars, dirigides per Albert Boadella:
- Teledeum (1983)
- Virtuosos de Fontainebleau (1985)
- Bye, bye Beethoven (1987)
- Yo tengo un tío en América (1991)

Ha interpretat els personatges protagonistes de:
- Columbi Lapsus (1989). Marzinkus/Juan Pablo I
- El Nacional (1993). Don Josep
- Ubú President (1995). Excels
- La increíble historia del Dr. Floit & Mr. Pla (1997). Josep Pla
- Daaalí (1999). Salvador Dalí
- La Trilogía: Ubú, Pla, Daaalí (2001).
- El Retablo de las Maravillas (2004). Don José
- En un lugar de Manhattan (2005). Don Alonso
- Controversia del toro y el torero (2006). Torero
- La cena (2008). Maestro Rada
- 2036 Omena-G (2010).
- El Nacional (2011).
- El coloquio de los perros (2013)[3]
- VIP (2014)
- Zenit - La realidad a su medida (2016).
- Señor Ruiseñor (2018).

## Publicacions
- Tres peus al gat (Ed. 62, 2001)
- Visca la terra! La rocambolesca història del transportista Pere Bitxo (Columna, 2009)[4]